# Hamdi Kasraoui
Hamdi Kasraoui (arabe : حمدي القصراوي), né le 18 janvier 1983 à Sousse, est un footballeur international tunisien actif de 2003 à 2018.
Il a occupé le poste de gardien de but en équipe nationale et en clubs, étant passé notamment par l'Espérance sportive de Tunis, le Racing Club de Lens et le Club sportif sfaxien ; il mesure 1,92 m pour 87 kg.

## Biographie

### Référence en Afrique
Hamdi Kasraoui  est formé à partir de 1995 au centre de la Jeunesse sportive kairouanaise, où il passe cinq années. En 2000, il rejoint l'Espérance sportive de Tunis (EST), l'un des meilleurs clubs du continent africain. Il est pris pour remplacer Jean-Jacques Tizié, l'habituel gardien titulaire, dans les années à venir. Avec l'EST, Kasraoui remporte plusieurs titres en cadets, juniors puis espoirs, avant de passer professionnel en 2003. Il était d'ailleurs présent aux stages de l'équipe nationale depuis une année. Remplaçant de Tizié, il joue quelques rencontres amicales, et enthousiasme déjà le public espérantiste, qui voit en lui le successeur de Chokri El Ouaer. Le 27 mai 2005, Hamdi Kasraoui porte pour la première fois le maillot tunisien, contre l'Angola. Avec sa sélection, il dispute également la coupe des confédérations, réussissant à se faire convoquer par l'entraîneur Roger Lemerre sans avoir disputé un seul match officiel avec son club, et la coupe d'Afrique des nations. À Tunis, en tant que gardien numéro deux, il remporte en 2006 le championnat et la coupe nationale. Prometteur, il participe à la coupe du monde 2006 avec l'équipe nationale, en tant que doublure d'Ali Boumnijel.
Cette année coïncide avec le départ de Tizié, qui ouvre les portes de la cage au jeune Kasraoui. Il enchaîne donc pour la première fois les matchs de championnat. Boumnijel ayant pris sa retraite en 2007, Kasraoui devient le premier choix du sélectionneur. Souvent décisif, il s'impose comme l'un des meilleurs joueurs de son club, et devient le capitaine de l'équipe. Le 10 mai 2008, il marque même un but sur penalty, ce qui est assez rare pour un gardien, en huitièmes de finale de la coupe de la confédération contre l'Union sportive de Masseda (victoire par six buts à un). Son heure de gloire arrive le 21 mai 2009, en finale de la Ligue des champions arabes. Seize ans après sa dernière victoire dans la compétition, le club tunisois s'offre le trophée pour la deuxième fois de son histoire, en battant le Wydad de Casablanca par deux buts à un.

### Découverte compliquée de l'Europe
Le 25 mai, alors qu'il est pressenti pour rejoindre un autre club sang et or, le Racing Club de Lens, il signe officiellement en faveur du club nordiste. Le montant est, selon le quotidien tunisien Sports, de six cent mille euros. Alors qu'il dispute quelques matchs amicaux, sa situation administrative n'est toujours pas réglée, et ses débuts officiels avec Lens sont retardés. Toujours pas qualifié par la LFP, un retour vers la Tunisie est évoqué dans les derniers jours du mercato, mais le problème est finalement résolu le 8 septembre. Barré par le Croate Vedran Runje en championnat, il doit attendre le 23 janvier 2010 pour disputer son premier match officiel avec Lens, en coupe nationale contre Compiègne. Première réussie pour Kasraoui, qui permet à son club de préserver sa courte avance au score et de se qualifier pour les seizièmes de finale,. Peu voire pas utilisé par Jean-Guy Wallemme, il perd sa place en sélection au profit d'Aymen Mathlouthi, mais déclare ne pas regretter son choix. Un mois plus tard, il joue son deuxième match dans la compétition, et tient le score pendant les temps faibles du club.
Performant en coupe, il n'est cependant pas pris pour disputer le quart et la demi-finale. C'est pourtant grâce à cette dernière que le Tunisien connaît son premier match en Ligue 1, le 17 avril au stade du Ray contre Nice, profitant de la lésion costale de Runje. Peu sollicité, il se montre néanmoins rassurant sur les deux seules actions chaudes niçoises.
Runje étant écarté des terrains jusqu'à la fin de la saison, le Tunisien dispute donc les cinq matchs restants. Toujours motivé malgré ses problèmes de début et de milieu de saison, Kasraoui déclare vouloir « gagner sa place à Lens la saison prochaine ». Contre Grenoble, le 5 mai, alors que son équipe est menée au score, Kasraoui part du bon côté sur un penalty de Courtois. Quelques jours après le dernier match de la saison, il est rappelé par le sélectionneur Faouzi Benzarti pour un match amical contre la France. Rentré en cours de jeu, il est hésitant dans ses sorties, et commet une petite erreur qui profite à William Gallas, auteur de l'égalisation française.
À la suite de la résiliation du contrat de Vedran Runje et à l'arrivée d'un nouvel entraîneur en la personne de Jean-Louis Garcia, il devient le nouveau gardien titulaire et le capitaine. Il avoue le 8 juillet 2011 dans une interview avoir « caché sa haine » pendant ces « deux ans de galère » où il fut cantonné au rôle de doublure, et avoir envisagé de quitter le RC Lens. Le 28 juillet, il prolonge son contrat d'une saison ; celui-ci court désormais jusqu'en 2013.

### Retour au pays
Alors qu'il n'a jamais réellement été dans la peau du titulaire durant ses trois années et demie au Racing Club de Lens, Kasraoui décide de retourner en Tunisie en décembre 2012. Très apprécié dans le club nordiste, Kasraoui annonce son départ à ses coéquipiers en laissant un message plein d'émotion dans le vestiaire. Pressentie depuis plusieurs jours, sa signature au Club sportif sfaxien est officialisée par le club tunisien le 20 décembre pour un contrat d'une durée de six mois. Il remporte alors le championnat tunisien pour la quatrième fois de sa carrière.
Le 4 août 2018, il devient entraîneur des gardiens de l'équipe de Tunisie, puis de l'Espérance sportive de Tunis.

## Statistiques
| Saison                | Club                     | Championnat           | Championnat | Championnat | Coupe nationale | Coupe nationale | Coupe de la Ligue | Coupe de la Ligue | Tunisie | Tunisie | Total | Total |
| Saison                | Club                     | Division              | M.          | B.          | M.              | B.              | M.                | B.                | M.      | B.      | M.    | B.    |
| 2009-2010             | Racing Club de Lens      | Ligue 1               | 6           | 0           | 2               | 0               | 0                 | 0                 | 4       | 0       | 12    | 0     |
| 2010-2011             | Racing Club de Lens      | Ligue 1               | 7           | 0           | 1               | 0               | 1                 | 0                 | 2       | 0       | 11    | 0     |
| 2011-2012             | Racing Club de Lens      | Ligue 2               | 15          | 0           | 1               | 0               | 3                 | 0                 | 1       | 0       | 20    | 0     |
| 2012-2013             | Racing Club de Lens      | Ligue 2               | 0           | 0           | 0               | 0               | 0                 | 0                 | 0       | 0       | 0     | 0     |
| 2012-2013             | Club sportif sfaxien     | Ligue 1               | 8           | 0           | 0               | 0               | 0                 | 0                 | 0       | 0       | 8     | 0     |
| 2013-2014             | Club sportif sfaxien     | Ligue 1               | 0           | 0           | 0               | 0               | 0                 | 0                 | 0       | 0       | 0     | 0     |
| 2013-2014             | Stade tunisien           | Ligue 1               | 17          | 0           | 1               | 0               | 0                 | 0                 | 0       | 0       | 18    | 0     |
| 2014-2015             | Stade tunisien           | Ligue 1               | 1           | 0           | 0               | 0               | 0                 | 0                 | 0       | 0       | 1     | 0     |
| 2015-2016             | Club athlétique bizertin | Ligue 1               | 13          | 0           | 1               | 0               | 0                 | 0                 | 0       | 0       | 14    | 0     |
| 2016-2017             | Club athlétique bizertin | Ligue 1               | 26          | 0           | 2               | 0               | 0                 | 0                 | 0       | 0       | 28    | 0     |
| 2017-2018             | Club athlétique bizertin | Ligue 1               | 4           | 0           | 0               | 0               | 0                 | 0                 | 0       | 0       | 4     | 0     |
| Total sur la carrière | Total sur la carrière    | Total sur la carrière | 97          | 0           | 8               | 0               | 4                 | 0                 | 36      | 0       | 145   | 0     |

## Palmarès
- Vainqueur de la coupe de la confédération en 2013 avec le Club sportif sfaxien
- Vainqueur de la Ligue des champions arabes en 2009 avec l'Espérance sportive de Tunis
- Vainqueur de la coupe nord-africaine des vainqueurs de coupe en 2008 avec l'Espérance sportive de Tunis
- Champion de Tunisie en 2004, 2006 et 2009 avec l'Espérance sportive de Tunis ; en 2013 avec le Club sportif sfaxien
- Vainqueur de la coupe de Tunisie en 2006, 2007 et 2008 avec l'Espérance sportive de Tunis
- Finaliste de la coupe de Tunisie en 2005 avec l'Espérance sportive de Tunis